# Caso Tampico
Il caso Tampico ebbe inizio come incidente secondario che coinvolse marinai statunitensi e militari dell'esercito messicano fedeli al dittatore messicano generale Victoriano Huerta, durante la rivoluzione costituzionalista, fase della rivoluzione messicana. Fu originato da un malinteso, verificatosi il 9 aprile 1914, ma condusse a una rottura delle relazioni diplomatiche tra i due Paesi. Il risultato fu l'occupazione da parte statunitense, per oltre sei mesi, della città portuale messicana di Veracruz, il che contribuì alla caduta del presidente Huerta, che rassegnò le sue dimissioni nel luglio del 1914.

## Contesto
Nel pieno della Rivoluzione messicana, il presidente de facto, Victor Huerta, combatteva per difendere il proprio potere e il territorio dalle forze di Emiliano Zapata, nello stato messicano di Morelos, e dalla rapida avanzata dell'opposizione del nord dei costituzionalisti sotto il comando di Venustiano Carranza.
Il 26 marzo 1914 le forze di Carranza si trovavano a 16 km dalla prospera città petrolifera di Tampico, nello stato di Tamaulipas. Nella città vi era un considerevole insediamento di cittadini statunitensi, a causa degli enormi investimenti di aziende statunitensi nell'industria locale del petrolio. Numerose navi da guerra statunitensi, comandate dal contrammiraglio Henry Mayo, erano dispiegate al largo della costa allo scopo di proteggere i cittadini e le proprietà statunitensi.
Nella primavera del 1914 le relazioni diplomatiche fra Stati Uniti e Messico erano tese. Il Presidente degli Stati Uniti d'America, Thomas Woodrow Wilson, si rifiutò di riconoscere la presidenza messicana del generale Victoriano Huerta, che si era insediato come presidente l'anno precedente, dopo aver sottoscritto il Patto dell'Ambasciata con il ribelle conservatore, generale Félix Díaz (un nipote di Porfirio Díaz), con l'approvazione dell'ambasciatore degli Stati Uniti, Henry Lane Wilson, che da allora era stato rimosso dal presidente statunitense. L'instabilità causata dalla rivoluzione messicana in corso minacciava le vite e gli interessi dei cittadini statunitensi in Messico.

## Il fatto
Sebbene Tampico fosse assediata da forze costituzionaliste, le relazioni fra le forze armate statunitensi e la guarnigione federale di Huerta rimanevano amichevoli. La cannoniera USS Dolphin, una delle poche navi della Marina statunitense in grado di navigare risalendo il fiume Pánuco fino allo stretto ingresso del porto, aveva dato corso alla richiesta del governo messicano di presentare tre volte una salva di 21 colpi di cannone alla bandiera messicana il 2 aprile 1914, in segno di tributo di onore all'occupazione di Puebla de Zaragoza, da parte del generale messicano Porfirio Díaz, nel 1867, nell'ultima fase della guerra per espellere le forze che sostenevano l'intervento francese in Messico.

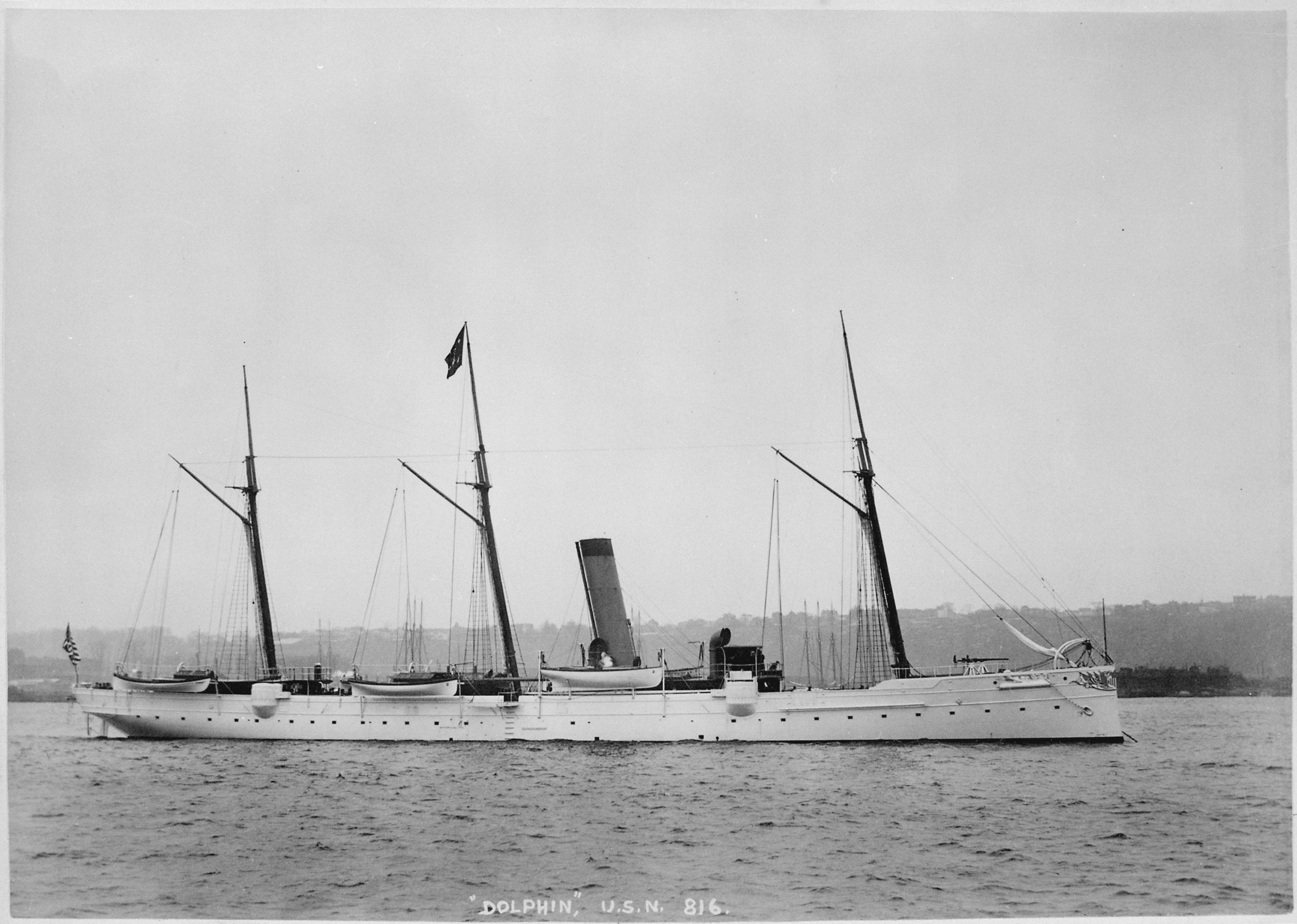
La USS Dolphin

Le relazioni fra gli Stati Uniti e Huerta si deteriorarono il 9 aprile, quando soldati messicani arrestarono 9 marinai statunitensi a Tampico. Il comandante della USS Dolphin aveva incaricato un commissario di bordo e otto marinai di acquistare e prelevare con urgenza 440 galloni di combustibile presso un venditore locale vicino a una critica postazione difensiva del Ponte di Iturbide, che era presidiata da forze di Huerta. I difensori del ponte si aspettavano un attacco dopo alcune scaramucce con le forze costituzionaliste dei due giorni precedenti. Nove marinai statunitensi su una baleniera battente bandiera degli Stati Uniti, furono inviati al magazzino lungo il canale. Secondo il racconto dei marinai, sette di loro stavano spostando i bidoni pieni di combustibile verso l'imbarcazione, mentre due erano rimasti a bordo. I soldati federali messicani si allarmarono a questa attività e si confrontarono con i marinai statunitensi. Nessuna delle due parti conosceva la lingua dell'altra e i marinai non obbedirono agli ordini dei soldati messicani, i quali puntarono contro di loro i fucili e li costrinsero a seguirli, compresi i due marinai rimasti a bordo, al comando del distaccamento.
Sebbene i marinai fossero stati rilasciati dopo pochi minuti, il contrammiraglio Henry Mayo, che comandava le forze navali statunitensi nella zona, chiese ai messicani una salva di 21 colpi di cannone e le scuse formali del governo di Huerta. Il presidente messicano si rifiutò di alzare la bandiera statunitense sul suolo messicano per onorarla con la salva di 21 colpi.
Due settimane dopo i negoziati giunsero a un punto morto e il presidente Wilson chiese al Congresso l'autorizzazione a un'invasione armata della zona. Benché questa fosse stata concessa solo due giorni dopo, gli statunitensi avevano già iniziato a occupare Veracruz.

## L'occupazione di Veracruz
Il presidente Wilson sostenne Mayo e ordinò una maggior presenza delle forze statunitensi nelle acque messicane. Il 18 aprile la USS Iris tender della Prima flottiglia di siluranti della Flotta del Pacifico degli Stati Uniti, al comando del tenente di vascello Allen B. Reed, la USS Cheyenne, tender della Seconda flottiglia di siluranti della flotta del Pacifico, al comando del tenente di vascello Kenneth Heron, e i sommergibili USS H-1 (SS-28) e USS H-2 (SS-29), partirono da San Pedro per San Diego. Il 22 aprile la Iris e cinque siluranti, USS Whipple (DD-15), USS Paul Jones (DD-10), USS Perry (DD-11), USS Stewart (DD-13) e USS Truxtun (DD-14), della Prima flottiglia siluranti, agli ordini del capitano di corvetta Edwin H. Dodd, partirono da San Diego dirette a Mazatlan.
Il 22 aprile il Presidente Wilson ricevette l'autorizzazione del Congresso a usare la forza militare per risolvere il conflitto con Huerta. Il giorno prima egli aveva ordinato alla Marina di assediare il porto di Veracruz, ove stava per arrivare la nave tedesca SS Ypiranga, con un importante carico di munizioni destinate alle truppe di Huerta. Il messaggio fu trasmesso al contrammiraglio Frank Friday Fletcher, che comandava lo squadrone incrociante davanti a Veracruz. Con le navi da battaglia USS Florida e USS Utah e la nave da trasporto USS Prairie, che portava 350 marine, Fletcher ricevette i suoi ordini alle 8:00 del 21 aprile. Nonostante le cattive condizioni atmosferiche, Fletcher si mosse rapidamente e richiese al console statunitense, William W. Canada, di notificare al comandante locale messicano, generale Gustavo Maass, che i suoi soldati che stavano per sbarcare, avrebbero preso possesso del litorale di Veracruz. Dopo aver inviato circa 200 soldati a mostrare una difesa simbolica, il generale Maass ricevette ordine da Città del Messico di evacuare le sue truppe verso le vicine città di Tejería e Soledad.
I politici messicani criticarono gli Stati Uniti e la folla di Città del Messico bruciò bandiere degli Stati Uniti e razziò proprietà statunitensi.
Poco prima delle 11:00 un reparto di 500 marine e 300 marinai, comandati dal capitano William R. Rush, della USS Florida, sbarcò a riva. Non incontrando resistenza, essi giunsero al molo 4 e si diressero ai loro obiettivi. I marinai avanzarono per occupare la dogana, gli uffici delle poste e del telegrafo e il terminale stradale, mentre i marine si dedicarono all'occupazione della stazione ferroviaria, dell'ufficio dei cablogrammi e della centrale elettrica. Stabilendo il suo quartier generale presso l'Hotel Terminal, Rush install un Sistema di segnalazioni sul tetto per aprire le comunicazioni con Fletcher.
Mentre Maass si ritirava con le sue truppe, i guardiamarina dell'Accademia Navale lavoravano a fortificare il loro edificio. I combattimenti iniziarono allorché il poliziotto locale Aurelio Monffort si mise a sparare sugli statunitensi. Egli fu ucciso dal fuoco aperto in risposta, ma la sua azione si rivelò un combattimento ampio e disorganizzato. Credendo che nella città vi fosse un ampio contingente di truppe messicane, Rush segnalò una richiesta di rinforzi e la USS Utah mandò a terra il suo contingente di truppe da sbarco. Cercando di evitare ulteriori vittime, Fletcher chiese al console canadese di promuovere una tregua con le autorità messicane. Questo sforzo fallì non essendo stati trovati capi messicani in loco.
Con la probabilità di ulteriori incidenti da una più profonda incursione verso Veracruz, Fletcher ordinò a Rush di tenere la propria posizione e rimanere sulla difensiva durante la notte. Nella notte fra il 21 e il 22 aprile, giunsero altre navi statunitensi, portando rinforzi.
In quella notte Fletcher decise che era necessaria la complete occupazione della città. Egli inviò altri marine e marinai che sbarcarono verso le 4:00 e Rush riprese la sua avanzata alle 8:30, con le navi USS San Francisco, USS Chester e USS Prairie in porto che fornivano il sostegno di fuoco.
Attaccando presso Avenida de Independencia, i marine assalirono struttura dopo struttura per neutralizzare le forze di Huerta. Alla loro sinistra il 2º reggimento di Marina, condotto dal capitano Edwin A. Anderson della USS New Hampshire (BB-25) si aprì la strada sul canale di Calle Francisco.
Anche se i guardiamarina messicani avevano evacuato la loro scuola la sera precedente, alcuni civili messicani avevano assunto le posizioni difensive all'interno dell'edificio.
Contando su informazioni errate che la sua avanzata sarebbe stata ripulita da cecchini, Anderson non inviò esploratori e fece avanzare i suoi in formazione di parata. Essi andarono incontro a un intenso fuoco messicano e subirono numerose perdite, che li costrinsero a ritirarsi. Con il sostegno del fuoco navale, Anderson riprese l'attacco e occupò l'Accademia Navale e le caserme dell'artiglieria.
Altre forze aggiuntive sbarcarono il mattino e per mezzogiorno gli statunitensi avevano occupato la maggior parte della città.
Nei combattimenti vi furono 19 morti e 72 feriti fra le truppe statunitensi, mentre le perdite messicane furono stimate da 150 a 170 soldati uccisi e da 195 a 250 feriti; morì pure un numero imprecisato di civili.
I cecchini messicani furono attivi fino al 24 aprile, quando Fletcher dichiarò la legge marziale. Il 30 aprile giunse la 5ª Brigata Rafforzata dell'Esercito degli Stati Uniti, comandata dal brigadiere generale Frederick Funston, e assunse l'occupazione della città. Mentre molti dei marine rimasero, le unità navali tornarono alle loro navi. Alcuni politici statunitensi richiedevano l'invasione di tutto il Messico, il presidente Wilson limitò l'intervento degli Stati Uniti all'occupazione di Veracruz.
Nel frattempo, sulla costa messicana del Pacifico, unità navali statunitensi stavano monitorando i combattimenti tra le forze di Huerta e i ribelli, per proteggere cittadini e interessi degli Stati Uniti. A Ensenada il console statunitense Claude E. Guyant e 250 suoi concittadini furono costretti a rifugiarsi nell'edificio del consolato degli Stati Uniti, poiché le autorità messicane non riuscivano a proteggerli durante le dimostrazioni popolari anti americane scoppiate il 23 aprile. Guyant mandò un cablogramma a Washington: 
(Cablogramma del console Claude E. Guyant da Ensenada del 24 aprile 1914.)
La USS Cheyenne fu immediatamente inviata da San Diego a Ensenada con l'ordine di proteggere a tutti i costi le vite degli statunitensi, anche eventualmente occupando il porto se necessario. La USS Iris, che era diretta a Mazatlan, invertì la rotta dirigendosi a Ensenada, per dare assistenza alla Cheyenne, che stava evacuando Guyant e i suoi concittadini.
Il benessere di circa 50 000 cittadini degli Stati Uniti che vivevano in Messico fu condizionato dall'invasione di Veracruz. Campi profughi furono allestiti a San Diego, nel Texas e a New Orleans, per accogliere questi statunitensi.
Infine il trasporto militare USS Buford salpò da San Francisco all'inizio di maggio 1914 e fece scalo in numerosi porti della costa occidentale del Messico per raccogliere altri profughi statunitensi. Anche la USS Iris raccolse numerosi profughi statunitensi nel Maggio 1914, compreso Clement Edwards, console degli Stati Uniti ad Acapulco.
Al 4 maggio 1914 vi erano state ben 71 navi statunitensi operanti nelle acque messicane.
Combattendo le forze ribelli, Huerta non fu in grado di mettere in atto un'opposizione militare all'occupazione statunitense. Dopo la sua sconfitta del luglio 1914, gli Stati Uniti cominciarono le trattative con il nuovo governo di Venustiano Carranza, ma le loro forze rimasero a Veracruz per sette mesi, fino al 23 novembre. Questo fu quasi sei mesi dopo la conclusione della Conferenza di pace delle cascate del Niagara, organizzata dai paesi ABC (Argentina, Brasile e Cile), tenutasi in Canada.

## Retaggio
L'occupazione di Veracruz contribuì alle dimissioni di Huerta nell'agosto del 1914, quando i rifornimenti alle sue truppe del sud vennero meno. In aggiunta, l'incidente di Tampico ebbe ulteriori ripercussioni, poiché i rapporti fra i due Paesi rimasero freddi per lungo tempo.
Nel gennaio 1917 la Germania inviò il cosiddetto telegramma Zimmermann, che proponeva un'alleanza tra Messico e Germania contro gli Stati Uniti, che avrebbe comportato la riconquista da parte del Messico dei territori perduti a seguito delle guerre contro i medesimi e che l'incipiente campagna di guerra sottomarina indiscriminata avrebbe garantito la sconfitta di Francia e Gran Bretagna. L'intercettazione del telegramma da parte della Gran Bretagna e la guerra sottomarina indiscriminata contro le navi mercantili statunitensi, costituirono entrambe la giustificazione finale di cui aveva bisogno il presidente Wilson per la dichiarazione americana di guerra contro la Germania, nell'aprile 1917.
Il sentimento antiamericano nel Messico a seguito dell'incidente di Tampico fu il motivo principale per il governo messicano di rimanere neutrale nella prima guerra mondiale. Il Messico si rifiutò di partecipare insieme agli Stati Uniti alla guerra in Europa e fornì ampie garanzie alla Germania di operare liberamente nel Messico, in particolare a Città del Messico.
Il presidente Wilson prese in considerazione un'altra occupazione di Veracruz e Tampico nel 1917–1918, per assumere il controllo dell'istmo di Tehuantepec e degli impianti petroliferi di Tampico. Il neopresidente messicano, Venustiano Carranza, minacciò di distruggere i campi petroliferi nel caso in cui i marine vi fossero sbarcati.